# Sierra de las Apretaderas
La Sierra de las Apretaderas es macizo montañoso de la provincia de Málaga, en Andalucía, España. Está situada al sur de Sierra Real y Sierra Palmitera, en los términos municipales de Istán y Benahavís, entre las comarcas de la Sierra de las Nieves y la Costa del Sol Occidental. 
La sierra tiene un alto valor ecológico por albergar a denso alcornocal salpicado con quejigos y un sotobosque de brezal-madroñal y jaral. Las aves forestales están bien rerpresentadas así como especies de mamíferos como el jabalí y la nutria.